# Liga de Fútbol de Concepción del Uruguay
La Liga de Fútbol de Concepción del Uruguay es una liga regional de fútbol argentina, que une clubes pertenecientes al Departamento Uruguay, Entre Ríos. De esta forman parte clubes de la ciudad de Concepción del Uruguay.
Los campeonatos de la liga han sido predominados históricamente por el Club Gimnasia y Esgrima, su máximo galardonado de la liga y actual representante de la ciudad en uno de los certámenes de la AFA: el Torneo Federal A, y el Club Atlético Uruguay, segundo máximo galardonado y representante de la ciudad en el Campeonato Nacional de 1984, antiguo certamen de la Primera División de Argentina.

## Historia
El 13 de agosto de 1921, en una casona ubicada en la calle Galarza 624, se reunieron representantes de los clubes Gimnasia y Esgrima, Atlético Uruguay, Ferroviario, Libertad, Nacional y Sportman para fundar una institución que los uniera en la práctica activa del fútbol.
En 1921 se disputó el primer campeonato, resultando campeón Gimnasia y Esgrima. En 1943 y 1946 no se disputó el campeonato, mientras que en 1960 fue suspendido.
En 1944, el campeonato fue ganado por Atl. Uruguay y se convirtió en el primer representante de la liga en una competencia de la AFA, al participar en la fase preliminar de la Copa de la República.
En 1971, la liga contó por primera vez con cupos de clasificación al Torneo Regional, siendo clasificado Atl. Uruguay. En 1984, Atl. Uruguay se convirtió en el primer y único representante de la liga en clasificarse al Campeonato Nacional. También tuvo representación en el Torneo del Interior. En 1996, Gimnasia y Esgrima se convirtió en el primer club de la liga en lograr el ascenso a la Primera B Nacional.
Hasta 1985, los campeonatos consagraron a un único campeón por temporada. Entre 1986 y 2010 el formato de los campeonatos varió entre un único campeón y dos campeones por temporada por medio de los torneos Apertura y Clausura, quedando estos últimos establecidos a partir de 2011. Entre 2015 y 2019, los ganadores del Apertura y Clausura se enfrentaron en una final, definiéndose al campeón de la temporada. En 2020, el campeonato fue suspendido por las restricciones sanitarias a causa de la pandemia de covid-19. En 2021 se disputó un único torneo. Desde 2022 se disputan 3 torneos: Apertura, Clausura y Octogonal. En 2023 fue creada la Primera B.
En 2010 comenzaron a disputarse torneos de fútbol femenino, bajo la modalidad de Apertura y Clausura, consagrando un campeón cada uno, y el campeón anual de la final entre los campeones de los otros dos torneos.

## Equipos participantes
Para la temporada 2021, se encuentran registrados 12 clubes para disputar el torneo de fútbol:
| Equipo                                    | Ciudad                 | Año de fundación | Provincia  | Estadio                                  |
| ----------------------------------------- | ---------------------- | ---------------- | ---------- | ---------------------------------------- |
| Club Atlético Colonia Elía                | Colonia Elía           | 1927             | Entre Ríos | Club Atlético Colonia Elía               |
| Club Social y Deportivo Agrario Rocamora  | Colonia Los Ceibos     | 1961             | Entre Ríos | Club Social y Deportivo Agrario Rocamora |
| Centro Recreativo y Deportivo La China    | Concepción del Uruguay | 2000             | Entre Ríos | Puerto Viejo                             |
| Club Atlético Almagro                     | Concepción del Uruguay | 1951             | Entre Ríos | La Fortaleza del Taita                   |
| Club Atlético Engranaje                   | Concepción del Uruguay | 1954             | Entre Ríos | Miguel Ángel Spiro                       |
| Club Atlético Lanús                       | Concepción del Uruguay | 1941             | Entre Ríos | Simón Luciano Plazaola                   |
| Club Atlético Parque Sur                  | Concepción del Uruguay | 1973             | Entre Ríos | Puerto Viejo                             |
| Club Atlético Rivadavia                   | Concepción del Uruguay | 1941             | Entre Ríos | Club Atlético Rivadavia                  |
| Club Atlético San José                    | Concepción del Uruguay | 1990             | Entre Ríos | Puerto Viejo                             |
| Club Atlético Uruguay                     | Concepción del Uruguay | 1904             | Entre Ríos | Simón Luciano Plazaola                   |
| Club Gimnasia y Esgrima                   | Concepción del Uruguay | 1917             | Entre Ríos | Manuel y Ramón Núñez                     |
| Club Social y Deportivo María Auxiliadora | Concepción del Uruguay | 1982             | Entre Ríos | rodolfo daniel ortmann                   |

## Palmarés

### Fútbol masculino
Primera División
| Equipo                       | Títulos | Temporadas |
| ---------------------------- | ------- | --- |
| Gimnasia y Esgrima           | 56      | 1921, 1923, 1925, 1927, 1928, 1929, 1934, 1935, 1936, 1937, 1938, 1939, 1942, 1945, 1947, 1950, 1951, 1952, 1954, 1956, 1958, 1959, 1961, 1962, 1966, 1973, 1976, 1977, 1980, 1984, 1985, C1987, A1988, A1989, A1990, A1991, C1991, 1992, 1993, A2004, 2006, A2012, A2014, C2014, A2016, C2016, 2016, A2018, C2018, 2018, A2019, A2022, C2023, O2023, A2024, C2024 |
| Atl. Uruguay                 | 49      | 1922, 1926, 1930, 1931, 1932, 1933, 1940, 1941, 1944, 1953, 1955, 1957, 1963, 1964, 1965, 1970, 1971, 1972, 1974, 1975, 1978, 1981, 1982, 1983, A1986, A1987, C1989, 1995, C1996, 1998, 2000, 2001, A2002, A2003, C2003, C2004, 2005, C2008, 2008, 2010, A2011, C2011, C2015, 2015, C2017, C2019, 2019, C2022, O2022                                               |
| Almagro                      | 9       | C1986, C1988, 1994, A1996, 1999, A2013, C2013, A2017, 2017 |
| Rivadavia                    | 7       | C1990, 1997, C2002, 2007, 2009, C2012, 2021 |
| Engranaje                    | 4       | 1967, 1968, 1969, 1979 |
| Correos y Telecomunicaciones | 2       | 1948, 1949 |
| Parque Sur                   | 2       | A2008, A2023 |
| Libertad                     | 1       | 1924 |
| La China                     | 1       | A2015 |

Copa Ciudad de Concepción del Uruguay
| Año  | Equipo             |
| ---- | ------------------ |
| 2023 | Gimnasia y Esgrima |

### Fútbol femenino
Primera División
| Equipo             | Títulos | Temporadas                                                                           |
| ------------------ | ------- | ------------------------------------------------------------------------------------ |
| Gimnasia y Esgrima | 17      | A2010, C2010, 2010, A2011, C2011, 2011, A2012, 2012, A2013, 2013, A2014, C2014, 2014 |
| San Marcial        | 12      | C2015, A2016, C2016, 2016, C2017, A2019, C2019, 2019, C2022, 2022, A2023, C2023      |
| Almagro            | 10      | A2015, 2015, A2017, A2018, C2018, 2018, A2021, 2021, A2022, A 2024                   |
| Agrario Rocamora   | 1       | C2012                                                                                |
| Parque Sur         | 1       | C2013                                                                                |
| María Auxiliadora  | 1       | C2021                                                                                |